# Joseph Levis
Joseph Levis   (Boston, 20 de juliol de 1905 - Brighton, 20 de maig de 2005) fou un tirador d'esgrima estatunidenc, especialista en el floret, que va competir durant les dècades de 1920 i 1930.
El 1928 va prendre part al Jocs Olímpics d'Estiu d'Amsterdam, on va disputar dues proves del programa d'esgrima. En la prova de floret per equips quedà eliminats en quarts de final, mentre en la de floret individual fou onzè. Quatre anys més tard, als Jocs de Los Angeles, disputà dues proves del programa d'esgrima. Guanyà la medalla de plata en la prova de floret individual i la de bronze en la de floret per equips. El 1936, a Berlín, disputà els seus tercers, i darrers, Jocs Olímpics. En la prova de floret per equips quedà eliminats en quarts de final, mentre en la de floret individual quedà eliminat en semifinals.
En el seu palmarès també destaquen nou campionats dels Estats Units d'esgrima, sis en floret individual, dos en floret a l'aire lliure i un individual de les tres armes.
A partir de 1937 va exercir d'entrenador al Massachusetts Institute of Technology, però el 1949 sol·licità poder tornar a competir. No li fou concedit fins al 1954 i aquell mateix any guanyà el seu darrer campionat nacional després de 16 anys sense competir. El 1955 es retirà definitivament de la competició. Junt amb la seva dona participà en nombrosos campionats de ball de saló.